# بلال العربي
بلال العربي (15 أغسطس 1971-) إعلامي جزائري حاصل على الجنسية البريطانية.

## حياته
ولد في الجزائر العاصمة لعائلة مكونة من أبوين وأخت وحيدة، أنهى دراسته الثانوية والجامعية، بعدها إنتقل للعمل في التلفزيون الجزائري إنتقل للعيش في لندن تاركا عائلته وبلده وراءه، حصل فيما بعد على الجنسية البريطانية، يجيد ثلاث لغات العربيةالإنجليزية والفرنسية

## مشواره المهني

### انطلاقته من التلفزيون الجزائري
بدأ مسيرته في أواخر الثمانينات عبر التلفزيون الجزائري أول برنامج قدمه كان بعنوان تحية لمن تحب لمدة أربع سنوات 

### عمله مع إم بي سي في لندن
تم قبوله للعمل مركز تلفزيون الشرق الأوسط إم بي سي التي كانت تبث من لندن عام 1993 وهو في سن الثانية و العشرين بعد أن تقدم بطلب توظيف، كان بلال أول مذيع عربي للمحطة
هو أول مقدم لبرنامج صباح الخير ياعرب لمدة أربع سنوات تقريبا من بيروت ثم إنتقل ليقدم برنامج مساء الخير ياعرب مع نشوة الرويني 
في عام 1996 قام بمحاورة الراحلة وردة الجزائرية في لندن بعد إجرائها عملية قلب مفتوح بمقابلة خصته بها
كما قدم برامج حوارية مع العديد من النجوم في الوطن العربي، في عام 2001 قدم برنامج«حلوة الحيا» ة مع زميلته «لينا صوان».

### إنتقاله لمجموعة قنوات روتانا
غاب بعدها عن الشاشة لمدة ثماني سنوات عرض عليه أثناء ذلك العودة لشاشة إم بي سي التي إنتقلت مكاتب بثها إلى دبي لكن لم يكن متفرغا لانتظاره الحصول على جواز سفره البريطاني وعمل أيضا في القناة العقارية.
عام 2009 عرض تركي شبانة عليه العمل في شركة كاريزما بروكدشن كمشرف على إعداد البرامج لقناة روتانا خليجية تولى بعدها منصب رئيس تحرير نشرة أخر الأخبار خلفا لزميلته جومانا بو عيد، عام 2010 قدم علي قناة روتانا خليجية برنامج «خاص مع بلال العربي» تناول فيه الحديث عن الموضة والأزياء والمجوهرات وزار فيه بيوت مشاهير وأغنياء من العالم.
عام 2011 إنتقل لقناة ال بي سي الفضائية اللبنانية التابعة ل مجموعة روتانا لتقديم برنامج حلوة بيروت الذي انطلق بثه بعد شهر رمضان وكان المذيع الرئيسي للبرنامج بمشاركة غني أميوني وماريال بعيني.
عام 2012 بعد انفصال ال بي سي الفضائية اللبنانية عن المؤسسة اللبنانية للإرسال تحول برنامج حلوة بيروت إلى ب بيروت بمشاركة زميلاته غنى أميوني ورين سبتي بعدها عام 2013 مع ساشا دحدوح، نانسي ياسين ونيفين سكيكي
كما قدم برنامج  ليالي ببيروت في شهر رمضان المبارك على نفس القناة منذ العام 2013 وسهرات عيد الفطر
عام 2014
قدم برنامج المواهب التمثيلية  نجمة العرب نبيلة عبيد في مراحل تجارب الأداء والسهرات المباشرة
شارك أيضا في تقديم حفل جوائز الموريكس دور 2014، إضافة لتغطية أسابيع الموضة في باريسلندن وغيرها كما شارك بتغطية مهرجان موازين في المغرب حاور خلالها كبار نجوم الغرب والعالم العربيشارك حاليا في تقديم برنامج ببيروت  على شاشة ال بي سي الفضائية اللبنانية.
في السابع من فبراير 2016 بدأ بتقديم برنامج مشابه بعنوان  ب LIVE بحلة جديدة مختلفة مع نفس زميلاته الثلاث نانسي ياسينساشا دحدوح ونيفين سكيكي 
في فبراير 2017 بدأ بتقديم برنامج عرب وود مع عدة زميلات من القاهرةفي العام 2020 قدم برنامج "be my guest " واستضاف فيه الكثير من النجوم

## البرامج التي قدمها
| البرنامج                        | عرض على                     |
| ------------------------------- | --------------------------- |
| بي ماي جيست                     | ال بي سي الفضائية اللبنانية |
| عرب وود                         | ال بي سي الفضائية اللبنانية |
| ب LIVE                          | ال بي سي الفضائية اللبنانية |
| نجمة العرب(نبيلة عبيد)          | ال بي سي الفضائية اللبنانية |
| حلوة ومرة، حلوة بيروت، بي بيروت | ال بي سي الفضائية اللبنانية |
| خاص مع بلال العربي              | روتانا خليجية               |
| الحياة حلوة                     | إم بي سي 1                  |
| مساء الخير ياعرب                | إم بي سي 1                  |
| صباح الخير ياعرب                | إم بي سي 1                  |
| تحية لمن تحب                    | التلفزيون الجزائري          |